# Canthium ciliatum
Canthium ciliatum là một loài thực vật có hoa trong họ Thiến thảo. Loài này được (D.Dietr.) Kuntze mô tả khoa học đầu tiên năm 1898.